# Livin' on a Prayer
Livin' on a Prayer è una canzone dei Bon Jovi, scritta da Jon Bon Jovi, Richie Sambora e Desmond Child. Fu estratta come secondo singolo dal terzo album in studio del gruppo, Slippery When Wet, nell'ottobre del 1986. Pezzo portante del disco, è probabilmente il brano più famoso e con il quale vengono maggiormente riconosciuti i Bon Jovi, tanto che il gruppo stesso lo inserì nel suo primo greatest hits, Cross Road (1994), dove tra l'altro compare anche una nuova versione della canzone chiamata Prayer '94, nelle copie del disco distribuite per il Nord America.
Dopo il precedente You Give Love a Bad Name, Livin' on a Prayer fu il secondo singolo del gruppo a raggiungere il primo posto nella Billboard Hot 100, rimanendovi per quattro settimane, e si piazzò alla posizione numero 4 della Official Singles Chart. Nonostante siano passati più di due decenni dalla sua pubblicazione, Livin' on a Prayer continua ancora oggi a rientrare periodicamente in varie classifiche nel mondo, come per esempio è capitato in Nuova Zelanda, dove il successo è rientrato in classifica alla posizione numero 24 nel 2008.
Il testo di Livin' on a Prayer tratta di una coppia di giovani innamorati, Tommy e Gina, che faticano ad avere uno stipendio saldo e, dunque, a mantenere la relazione. Agli MTV Video Music Awards del 1987, il brano ha ricevuto la nomina di "Best Stage Performance" ("Miglior esibizione sul palco"). Livin' on a Prayer fa parte della colonna sonora dei videogiochi musicali Guitar Hero World Tour e Rock Band 2. Inoltre, secondo il pubblico di VH1, è il brano più significativo degli anni ottanta. Nel 2014 è stata indicata come la più grande canzone pop metal da Yahoo! Music. Nel febbraio 2012, è stata decretata come il nono "ritornello più esplosivo" dalla rivista NME.

## Genesi e contesto
Inizialmente, Jon Bon Jovi non era molto convinto del fatto d'inserire Livin' on a Prayer all'interno di Slippery When Wet, dal momento che non era rimasto soddisfatto dalle varie demo del brano (una di queste la si può trovare come traccia fantasma del quarto disco nel box set 100,000,000 Bon Jovi Fans Can't Be Wrong del 2004). Desmond Child, coautore della traccia, non era affatto d'accordo con Jon, anzi era convinto che con questa canzone i Bon Jovi avrebbero sicuramente potuto sfondare in modo definitivo nel mondo della musica. Dello stesso avviso era anche Richie Sambora, che alla fine riuscì a convincere Jon a inserire il brano nell'album.

## Videoclip
Il videoclip di Livin' on a Prayer inizia mostrando i Bon Jovi mentre si preparano prima di un loro concerto, e fanno il sound check e le prove dei vari strumenti. Questa parte iniziale del video viene mostrata in bianco e nero, mentre la seconda, in cui inizia il concerto vero e proprio con il gruppo che esegue la canzone davanti al pubblico, si vede a colori. Il video è stato girato l'11 luglio 1986 presso il Grand Olympic Auditorium di Los Angeles, California, oramai in disuso.
Per stessa ammissione di Jon Bon Jovi e del regista Wayne Isham, fu chiamata una radio locale dicendo di invitare gli ascoltatori all'evento e che la band avrebbe suonato tra una ripresa e l'altra per intrattenere il pubblico. Costruirono il palco, sul quale scrissero Bon Jovi per terra "in modo da essere sicuri che chi guarderà il video saprà chi siamo".
Alcune registrazioni del video erano già state utilizzate per alcune scene del clip del precedente singolo You Give Love a Bad Name.

## Riferimenti nelle altre canzoni dei Bon Jovi
Negli anni, i Bon Jovi hanno inserito diversi riferimenti al testo di Livin' on a Prayer nelle loro canzoni successive.
- In 99 in the Shade dell'album New Jersey (1988), un verso recita: "Somebody told me even Tommy's comin' down tonight, if Gina says it's alright" ("Qualcuno mi ha detto che stasera viene anche Tommy, se Gina dice che va bene"); chiaro riferimento ai due personaggi citati in Livin' on a Prayer.
- In Fear dell'album Keep the Faith (1992), compare la frase "Take my hand, I know we'll make it" ("Prendi la mia mano, io so che ce la faremo"), abbastanza simile al verso "Take my hand, we'll make it, I swear" ("Prendi la mia mano, ce la faremo, lo giuro") presente in Livin' on a Prayer.
- In It's My Life dell'album Crush (2000), vengono citati i due protagonisti del testo di Livin' on a Prayer nel verso "this is for the ones who stood their ground, for Tommy and Gina, who never backed down" ("questa [canzone] è per quelli che hanno resistito in trincea, per Tommy e Gina, che non hanno mai mollato"). Altro riferimento è dato nel videoclip della stessa canzone, quando il ragazzo che ne è protagonista viene chiaramente chiamato Tommy dalla madre. Inoltre, come in Livin' on a Prayer, anche in It's My Life, Richie Sambora usa il talk box.
- In Novocaine dell'album Have a Nice Day (2005), Livin' on a Prayer viene menzionata nel verso "there's a different kind of meaning now to livin' on a prayer" ("c'è un diverso tipo di significato ora di vivere in una preghiera").

## Classifiche

### Classifiche settimanali
| Classifica (1986/87)          | Posizione massima |
| ----------------------------- | ----------------- |
| Australia                     | 3                 |
| Belgio (Fiandre)              | 3                 |
| Canada                        | 1                 |
| Finlandia                     | 16                |
| Germania                      | 20                |
| Irlanda                       | 4                 |
| Norvegia                      | 1                 |
| Nuova Zelanda                 | 1                 |
| Paesi Bassi                   | 4                 |
| Regno Unito                   | 4                 |
| Spagna                        | 6                 |
| Stati Uniti                   | 1                 |
| Stati Uniti (mainstream rock) | 1                 |
| Sudafrica                     | 5                 |
| Svezia                        | 2                 |
| Svizzera                      | 12                |
| Classifica (2007)             | Posizione massima |
| Stati Uniti (digital)         | 30                |
| Classifica (2009)             | Posizione massima |
| Canada (digital)              | 70                |
| Classifica (2013)             | Posizione massima |
| Stati Uniti (rock)            | 8                 |
| Classifica (2014)             | Posizione massima |
| Stati Uniti (ringtones)       | 27                |

### Classifiche di fine anno
| Classifica (1987)  | Posizione |
| ------------------ | --------- |
| Australia          | 17        |
| Belgio (Fiandre)   | 29        |
| Canada             | 28        |
| Nuova Zelanda      | 17        |
| Paesi Bassi        | 40        |
| Stati Uniti        | 10        |
| Classifica (2013)  | Posizione |
| Stati Uniti (rock) | 95        |

## Formazione
- Jon Bon Jovi - voce
- Richie Sambora - chitarra, talk box, cori
- David Bryan - tastiere, cori
- Alec John Such - basso, cori
- Tico Torres - batteria